# SONDIUS-XG
SONDIUS-XGは、米国スタンフォード大学とヤマハが所有する電子楽器の特許技術に関するライセンスプログラムである。

## 概要
米国スタンフォード大学の物理モデル音源と、ヤマハのAWM音源やXGフォーマットなどに関する技術を融合して開発された。名前に「XG」が含まれるものの、YAMAHAのMIDI規格「XGフォーマット」とは別物である。
搭載機種は物理モデル音源を使用するVL音源や、コルグのMOSS音源を搭載するミュージックシンセサイザーなどで、米Staccato Systemsからは、PC用のサウンドボードに搭載されていた。2015年現在、ヤマハのシンセサイザーでSONDIUS-XGを標準搭載している製品はEX5を最後に、後継機種のMOTIFシリーズには標準搭載されずモジュールシンセサイザーや、シンセサイザー用の別売りのオプションとして販売されていたプラグインボードのPLG150-VL、PLG100-VLに採用されていた。シンセサイザー以外では、ヤマハのエレクトーン「STAGEA」の音源として現在でも上位機種のみに使用されている。
コルグからは、シンセサイザーのProphecy、TRINITY専用拡張ボード[SOLO-TRI]を除くMOSS音源搭載機種に使われており、電子打楽器（ドラムシンセサイザー）のWAVEDRUMなどにも採用されている。
Prophecyと、SOLO-TRIのみKORGのオリジナルの開発陣により開発されたオリジナルMOSS音源となり、後継機にあたるZ1発売以降のシンセサイザーなどはKORGのMOSS音源とSONDIUS-XGを組み合わせた音源となる。そのため、ヤマハの音源にはないシステムや、エンジンが組み込まれている分幅広い表現能力を持っており、オリジナルMOSSが最大発音数1音だったのに対し、新規格のMOSSは最大同時発音数6音以上鳴らすことが出来る。最新機種は、OASISに引き続きKRONOSシリーズがこの音源の一部をサウンドエンジンとして搭載している。

## 採用製品
YAMAHA
- VP1

- VL1
- VL1-m
- VL7
- VL70-m
- EX5
- EX5R
- PLG100-VL
- PLG150-VL
- EL-900
- ELX-1m
- EL-900m
- EL-900B
- ELS-01C
- ELS-01X
- ELS-02C
- ELS-02X

KORG
- Z1
- MOSS-TRI

- EXB-MOSS
- OASYS
- KRONOS
- KRONOS X
- WAVEDRUM (Global Edition/BLACK/SILVER)
- WAVEDRUM Mini

米Staccato Systems

## ライセンス先
- KORG
- 米Staccato Systems